# 特頓壩
特頓壩（英文：Teton Dam）美國西部愛達荷州東部提頓河上的土壩。它是由美國墾務局建造的，該局是有權建造水壩的八個聯邦機構之一。它位於弗里蒙特縣和麥迪遜縣之間，於 1976 年 6 月 5 日首次注水時遭受了災難性的失敗。
提頓大壩崩塌導致 11 人和 16,000 頭牲畜死亡。該大壩的建造成本約為 1 億美元，聯邦政府支付了 3 億多美元與其失敗相關的索賠。總損失估計高達 20 億美元，且大壩沒有重建。